# (22369) Klinger
(22369) Klinger (1993 SE3) – planetoida z pasa głównego asteroid okrążająca Słońce w ciągu 3,12 lat w średniej odległości 2,14 j.a. Odkryta 18 września 1993 roku.